# The Revolt of Mr. Wiggs
The Revolt of Mr. Wiggs è un cortometraggio muto del 1915 diretto da Edward F. Stanton.

## Trama
La signora Wiggs molla a casa il marito e i cinque figli e se ne va in giro a protestare con le suffragette. Il marito è sempre più depresso finché un giorno, mentre la moglie sfila in corteo le sue compagne, una bella indovina legge il futuro a Wiggss, dicendogli che lui è un discendente di guerrieri. L'uomo prende un po' di coraggio, ma poi non riesce a tener testa alla moglie. Alla fine, ha uno scatto e decide di rivoltarsi: sulla strada incrocia un contadino che sta per buttare nel fiume un sacco con dentro dei topi che vuole annegare. Wiggs prende il sacco e si reca in piazza dove le suffragette stanno tenendo un comizio: lui libera i topi, provocando il caos tra le donne che solo un momento prima avevano dichiarato di non aver paura di nulla. Le ragazze si rifugiano su un tetto, salendo da una scala a pioli lasciata lì dall'imbianchino. L'uomo viene a riprendersi la scala, lasciandole tremanti sul tetto. Sarà Wiggs ad aiutarle a scendere. Quando torna a casa, consegna alla moglie la ramazza intimandole di andare a scopare mentre lui, soddisfatto, si mette a fumare in pace la pipa.
Trama di Moving Picture World synopsis in (EN)  su IMDb

## Produzione
Il film fu prodotto dalla Vitagraph Company of America.

## Distribuzione
Distribuito dalla General Film Company, il film - un cortometraggio in una bobina - uscì nelle sale cinematografiche statunitensi il 5 luglio 1915.